# Wspólna deklaracja o usprawiedliwieniu
Wspólna deklaracja w sprawie nauki o usprawiedliwieniu – dokument ekumeniczny podpisany w 1999, uznawany za znaczący krok w procesie pokonywania rozbieżności w zakresie nauki o usprawiedliwieniu, istniejących między Kościołami zrzeszonymi w Światowej Federacji Luterańskiej i Kościołem katolickim.

## Okoliczności powstania
Dokument został wypracowany w drodze dialogu pomiędzy Światową Federacją Luterańską a Papieską Radą do spraw Popierania Jedności Chrześcijan. Dialog miał na celu przedstawienie elementów wspólnych oraz głównych rozbieżności pomiędzy katolickim a luterańskim rozumieniem nauki o usprawiedliwieniu. Ostateczny kształt Deklaracji wypracowano w 1997, a 31 października 1999 w Augsburgu Deklaracja została podpisana przez przedstawicieli Kościoła katolickiego i Światowej Federacji Luterańskiej. Zgodnie z postanowieniami deklaracji, potępienia doktrynalne Kościoła katolickiego wyrażone na Soborze Trydenckim nie dotyczą nauki luterańskiej przedstawionej w Deklaracji, natomiast potępienia luterańskich ksiąg symbolicznych nie dotyczą przedstawionej w Deklaracji nauki katolickiej.

## Treść
Zgodnie z deklaracją, człowiek w odniesieniu do swego zbawienia jest zdany zupełnie na zbawczą łaskę Boga i nie ma w tym zakresie wolności. Gdy katolicy mówią, że człowiek "współdziała" podczas przygotowania usprawiedliwienia i jego przyjęcia przez wyrażenie zgody na usprawiedliwiające działanie Boga, na Bożą propozycję, to i tak widzą w takiej personalnej akceptacji działanie łaski a nie czyn człowieka wynikający z jego własnych sił.
W człowieku pozostaje pewna skłonność, zwana konkupiscencją, "która wywodzi się z grzechu i ku niemu zmierza". W konkretnym wyborze dobra a nie zła, w dobrym uczynku, nie ma zasługi człowieka. Wynika to zawsze z usprawiedliwienia i jest jego owocem.

## Recepcja deklaracji

### Przyjęcie
Po Światowej Federacji Luterańskiej i Kościele katolickim, 23 lipca 2006 Deklaracja została oficjalnie podpisana przez Światową Radę Metodystyczną.
5 lipca 2017 do Deklaracji przystąpiła Światowa Wspólnota Kościołów Reformowanych.

### Odrzucenie
Deklaracji nie uznają kościoły luterańskie zrzeszone w Międzynarodowej Radzie Luterańskiej i Wyznającej Konferencji Ewangelicko-Luterańskiej. Pod petycją przeciwko przyjęciu Wspólnego oświadczenia oficjalnego Światowej Federacji Luterańskiej i Kościoła katolickiego oraz związanej z nim Deklaracji podpisało się 251 europejskich (głównie niemieckich) teologów ewangelickich, m.in. Oswald Bayer, Gerhard Ebeling, Wilfried Härle i Martin Honecker.